# اگنیبیلکرو

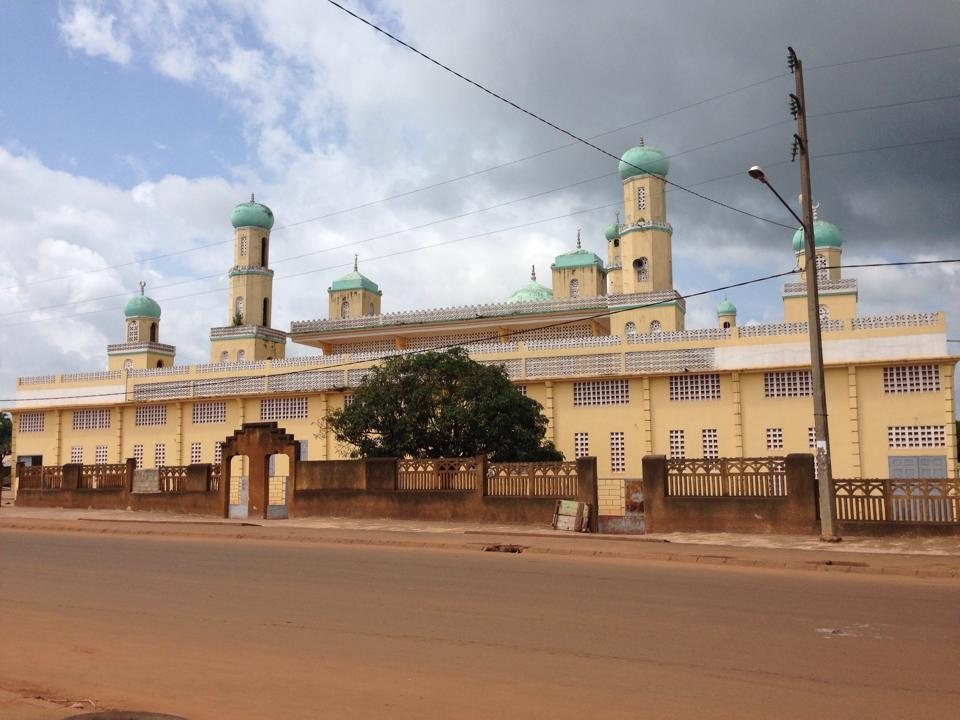
اگنیبیلکرو

اگنیبیلکرو (به لاتین: Agnibilékrou) یک منطقهٔ مسکونی در ساحل عاج است که در Moyen-Comoé Region واقع شده‌است.

## خصوصیات
اگنیبیلکرو ۴۳٬۳۰۰ نفر جمعیت دارد.